# Megacyllene panamensis
Megacyllene panamensis là một loài bọ cánh cứng trong họ Cerambycidae.